# Proasellus alavensis
Proasellus alavensis és una espècie de crustaci isòpode pertanyent a la família dels asèl·lids.

## Distribució geogràfica
Es troba a Europa: Guipúscoa i Àlaba (el País Basc).